# Zona abisal

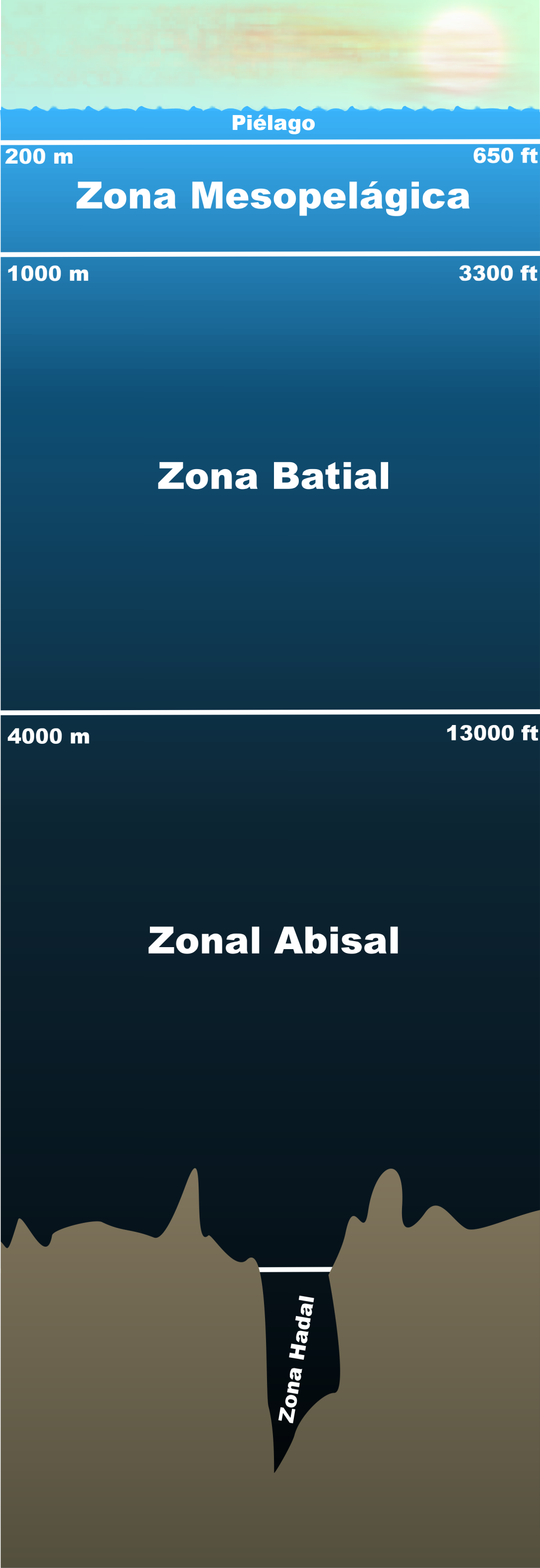
Niveles del océano.

Se denomina zona abisal o zona abisopelágica a uno de los niveles en los que está dividido el océano según su profundidad. Se encuentra por debajo de la zona batipelágica y por encima de la zona hadal, y corresponde al espacio oceánico entre 4000 y 6000 metros de profundidad. Es una zona oscura donde la luz solar no llega.

La palabra abisal procede de abismo, lugar profundo y oscuro. Esta región se caracteriza por un ambiente frío, presión hidrostática extremadamente elevada, escasez de nutrientes y ausencia total de luz. Una fosa abisal se forma cuando la corteza oceánica subduce bajo la corteza continental con un leve ángulo de inclinación lo que produce la ruptura de la litosfera y la formación de una fosa.
En el fondo del océano no existe vegetación que realice la fotosíntesis, es decir, no existen algas verdes. Esta zona depende en gran parte del particulado de detritos que cae desde la superficie, excepto en las zonas donde se presentan las fuentes hidrotermales, que depende de la energía geotérmica, en donde la producción primaria depende de la quimiosíntesis, que es desarrollada por especies bacterianas, presentes sobre el sustrato o en los organismos presentes, como en el caso del trofosoma de los Siboglinidae. 
Esta zona morfológica de la geografía del fondo marino ocupa más del 70 % del área total de los océanos.
La fauna abisal está formada por peces extraños como Caulophryne, Argyropelecus, Idiacanthus, Melanocetus, Saccopharynx, Chauliodus o Cryptosaras.
Entre la fauna de invertebrados encontramos la presencia del fenómeno del gigantismo abisal, ya que hay picnogónidos (arañas de mar) de más de 1,50 m, hay un hidrozoario, con su pólipo de más de 50 cm de altura, y también isópodos de más de 40 cm de tamaño, así como especies muy diferentes a las presentes en la superficie, como son grandes esponjas vítreas y lirios de mar pedunculados, sésiles de forma primitiva.